# Rắn hổ mang phun nọc Nubia
Naja nubiae là một loài rắn trong họ Rắn hổ. Loài này được Wüster & Broadley mô tả khoa học đầu tiên năm 2003.